# 2012년 9월 죽음
다음은 2012년 9월에 사망한 저명한 인물 목록이다.
- 9월 1일
  - 대한민국의 정치인 오익제
  - 미국의 작사가 핼 데이비드
- 9월 3일
  - 대한민국의 종교 지도자 문선명
  - 미국의 영화배우 마이클 클라크 덩컨
- 9월 4일 - 독일의 조작가 에기노 바이너트
- 9월 5일 - 대한민국의 군인 송인명
- 9월 6일 - 캐나다의 영화프로듀서 제이크 에버츠
- 9월 8일 - 미국의 정신의학자 토머스 사스
- 9월 9일 - 대한민국의 가수 조미미
- 9월 10일
  - 대한민국의 가수 최헌
  - 미국의 영화배우 랜스 르걸트
- 9월 11일
  - 미국의 변호사 크리스토퍼 스티븐스
  - 칠레의 축구선수 세르히오 리빙스토네
- 9월 13일 - 인도의 보디빌더 아디티야 데브
- 9월 14일 - 미국의 영화배우 스티븐 던햄
- 9월 15일 - 대한민국의 방송인 우종완
- 9월 16일
  - 미국의 영화배우 존 잉글
  - 일본의 외교관 니시미야 신이치
- 9월 17일 - 파키스탄의 정치인 트리데브 로이
- 9월 19일 - 미국의 언론인 베티 레인
- 9월 20일 - 대한민국의 군인 이규광
- 9월 21일 - 중화인민공화국의 정치인 장야오광
- 9월 23일 - 러시아의 군인 파벨 그라초프
- 9월 24일 - 대한민국의 성우 김계원
- 9월 25일 - 미국의 싱어송라이터 앤디 윌리엄스
- 9월 26일
  - 대한민국의 소설가 오성찬
  - 대한민국의 지휘자 김인협
  - 미국의 역사학자 유진 제노비스
  - 미국의 영화배우 조니 루이스
  - 시리아의 기자 마야 나세르
- 9월 27일 - 영국의 영화배우 허버트 롬
- 9월 28일 - 미국의 영화배우 마이클 오헤어
- 9월 29일
  - 미국의 번역가 마이클 헨리 헤임
  - 브라질의 텔레비전배우 이비 카마르구
- 9월 30일
  - 브라질의 작가 아우트랑 도라두
  - 오스만제국의 영화배우 터한 베이
  - 조지자의 비공식슈퍼센티네리언 안티사 히비차바
  - 캐나다의 피겨스케이팅선수 바버라 앤 스콧